# Magid Magid
Magid Magid (ur. 26 czerwca 1989 w Burco) – brytyjski polityk i samorządowiec somalijskiego pochodzenia, w latach 2018–2019 burmistrz Sheffield, poseł do Parlamentu Europejskiego IX kadencji.

## Życiorys
Urodził się w Somalii. Gdy miał pięć lat, wraz z matką i pięciorgiem rodzeństwa wyemigrował do Wielkiej Brytanii. Kształcił się w Fir Vale School i w Longley Park Sixth Form College. Podjął następnie studia zoologiczne na University of Hull, w ich trakcie przewodniczył uczelnianemu związkowi studentów. Założył też uniwersytecki klub mieszanych sztuk walki. Pracował w organizacji społecznej Shelter, prowadził również własną działalność gospodarczą w zakresie marketingu cyfrowego. Wystąpił w jednym z sezonów brytyjskiego reality show Hunted.
Dołączył do Partii Zielonych Anglii i Walii. W 2016 został radnym miejskim w Sheffield. W maju 2018 objął urząd burmistrza na okres rocznej kadencji. W wyborach w 2019 uzyskał mandat posła do Europarlamentu IX kadencji, który wykonywał do stycznia 2020.

## Publikacje
- Magid Magid, The Art of Disruption: A Manifesto For Real Change, Blink, Londyn 2020, ISBN 978-1-78870-290-4.